# 青阳露德圣母堂
青阳圣母堂是位于中国江苏省江阴市青阳镇的一座天主教堂，天主教南京教区内最主要的朝圣地。兴建于19世纪，拥有高大的钟楼，抗战期间被日军飞机炸毁。1990年代重建。

## 歷任主任司鐸
- 蕭子雲
- 彭安多
- 雙國英

……
- 陳秀林 1994-2003
- 薛忠   2003-2009
- 孫國成 2009至今